# Discographie d'Aerosmith
La discographie d'Aerosmith se compose de 15 albums studio, 5 albums live, 11 compilations et plus de 60 singles. Le groupe Aerosmith fut formé par le chanteur Steven Tyler, les guitaristes Joe Perry et Ray Tabano, le bassiste Tom Hamilton et le batteur Joey Kramer. Tabano fut remplacé par Brad Whitford en 1971. A l'exception de l'album Rock in a Hard Place, c'est avec cette formation qu'ont été enregistré tous les albums du groupe.
Get a Grip est le premier album d'Aerosmith à atteindre la première position au Billboard 200, Pump atteint la première position en Australie pour la première fois dans ce pays.
La carrière discographique (hors albums d'archives ou compilations) s'achève en 2023 lorsque le chanteur Steven Tyler n'arrive pas à se remettre d'une fracture du larynx qui engendre des dommages irréversibles à ses cordes vocales.

## Albums

### Albums studio
| Album                                                                          | Positions dans les charts | Positions dans les charts | Positions dans les charts | Positions dans les charts | Positions dans les charts | Positions dans les charts | Positions dans les charts | Positions dans les charts | Positions dans les charts | Positions dans les charts | Positions dans les charts | Positions dans les charts | Positions dans les charts | Positions dans les charts | Positions dans les charts | Positions dans les charts | Positions dans les charts | Positions dans les charts | Positions dans les charts | Positions dans les charts | Certifications                                                                                            |
| Album                                                                          | USA                       | ALL                       | AUS                       | AUT                       | BEL                       | BEL                       | CAN                       | DAN                       | ECO                       | ESP                       | FIN                       | FRA                       | ITA                       | NOR                       | N-Z                       | P-B                       | SUÈ                       | SUI                       | UK                        | JAP                       | Certifications                                                                                            |
| Album                                                                          | USA                       | ALL                       | AUS                       | AUT                       | (V)                       | (W)                       | CAN                       | DAN                       | ECO                       | ESP                       | FIN                       | FRA                       | ITA                       | NOR                       | N-Z                       | P-B                       | SUÈ                       | SUI                       | UK                        | JAP                       | Certifications                                                                                            |
| ------------------------------------------------------------------------------ | ------------------------- | ------------------------- | ------------------------- | ------------------------- | ------------------------- | ------------------------- | ------------------------- | ------------------------- | ------------------------- | ------------------------- | ------------------------- | ------------------------- | ------------------------- | ------------------------- | ------------------------- | ------------------------- | ------------------------- | ------------------------- | ------------------------- | ------------------------- | --- |
| Aerosmith - Sortie: 5 janvier 1973 - Label: Columbia Records                   | 21                        | —                         | —                         | —                         | —                         | —                         | 58                        | —                         | —                         | —                         | —                         | —                         | —                         | —                         | —                         | —                         | —                         | —                         | —                         | —                         | 2 × Platine · Platine                                                                                     |
| Get Your Wings - Sortie: 1er mars 1974 - Label: Columbia Records               | 74                        | —                         | —                         | —                         | —                         | —                         | —                         | —                         | —                         | —                         | —                         | —                         | —                         | —                         | —                         | —                         | —                         | —                         | —                         | —                         | 3 × Platine · Platine                                                                                     |
| Toys in the Attic - Sortie: 8 avril 1975 - Label: Columbia Records             | 11                        | —                         | —                         | —                         | —                         | —                         | 7                         | —                         | —                         | —                         | —                         | 7                         | —                         | —                         | —                         | —                         | —                         | —                         | —                         | —                         | 9 × Platine · Platine                                                                                     |
| Rocks - 3 mai 1976 - Label: Columbia Records                                   | 3                         | —                         | —                         | —                         | —                         | —                         | 14                        | —                         | —                         | —                         | —                         | —                         | —                         | —                         | —                         | —                         | 46                        | —                         | —                         | —                         | 4 × Platine · Platine                                                                                     |
| Draw the Line - Sortie: 1er décembre 1977 - Label: Columbia Records            | 11                        | —                         | —                         | —                         | —                         | —                         | 10                        | —                         | —                         | —                         | —                         | 6                         | —                         | —                         | —                         | —                         | —                         | —                         | —                         | —                         | 2 × Platine · Or                                                                                          |
| Night in the Ruts - Sortie: 1er novembre 1979 - Label: Columbia Records        | 14                        | —                         | —                         | —                         | —                         | —                         | 8                         | —                         | —                         | —                         | —                         | —                         | —                         | —                         | —                         | —                         | —                         | —                         | —                         | —                         | Platine · Or                                                                                              |
| Rock in a Hard Place - Sortie: 1er août 1982 - Label: Columbia Records         | 32                        | —                         | —                         | —                         | —                         | —                         | 24                        | —                         | —                         | —                         | —                         | —                         | —                         | —                         | —                         | —                         | —                         | —                         | —                         | —                         | Or |
| Done with Mirrors - Sortie: 9 novembre 1985 - Label: Geffen Records            | 36                        | —                         | —                         | —                         | —                         | —                         | 72                        | —                         | —                         | —                         | —                         | —                         | —                         | —                         | —                         | —                         | —                         | —                         | —                         | —                         | Or |
| Permanent Vacation - Sortie: 18 août 1987 - Label: Geffen Records              | 11                        | —                         | 42                        | —                         | —                         | —                         | 7                         | —                         | —                         | —                         | —                         | —                         | —                         | —                         | —                         | —                         | —                         | —                         | 37                        | —                         | 5 × Platine · 5 × Platine · Or                                                                            |
| Pump - Sortie: 12 septembre 1989 - Label: Geffen Records                       | 5                         | 13                        | 1                         | —                         | —                         | —                         | 2                         | —                         | 72                        | —                         | —                         | —                         | 17                        | 9                         | 8                         | 33                        | 8                         | —                         | 3                         | 10                        | 7 × Platine · Or · 7 × Platine · Platine · Or                                                             |
| Get a Grip - Sortie: 20 avril 1993 - Label: Geffen Records                     | 1                         | 3                         | 3                         | 3                         | —                         | —                         | 2                         | —                         | 43                        | 91                        | —                         | 24                        | 17                        | 3                         | 9                         | 2                         | 3                         | 1                         | 2                         | 7                         | 7 × Platine · Platine · Or · Platine · Diamant · 3 × Platine · Platine · Or · Or · Platine · Or · Platine |
| Nine Lives - Sortie: 18 mars 1997 - Label: Columbia Records                    | 1                         | 3                         | 13                        | 2                         | 11                        | 5                         | 2                         | —                         | 4                         | —                         | 1                         | 5                         | 13                        | 6                         | 14                        | 17                        | 3                         | 3                         | 4                         | 3                         | 2 × Platine · Or · Or · 3 × Platine · Or · Or · Platine · Or                                              |
| Just Push Play - Sortie: 6 mars 2001 - Label: Columbia Records                 | 2                         | 6                         | 27                        | 7                         | 35                        | 27                        | 2                         | 19                        | 7                         | —                         | 8                         | 32                        | 8                         | 24                        | —                         | 32                        | 19                        | 3                         | 7                         | 4                         | Platine · Or · Argent                                                                                     |
| Honkin' on Bobo - Sortie: 30 mars 2004 - Label: Columbia Records               | 5                         | 32                        | —                         | 22                        | —                         | 44                        | 5                         | —                         | 21                        | —                         | 35                        | 52                        | 21                        | —                         | —                         | 64                        | 38                        | 17                        | 28                        | 6                         | Or |
| Music from Another Dimension! - Sortie: 28 août 2012 - Label: Columbia Records | 5                         | 7                         | 30                        | 12                        | 67                        | 23                        | 6                         | 28                        | 9                         | 18                        | 17                        | 35                        | 7                         | 26                        | —                         | 33                        | 11                        | 5                         | 14                        | —                         | Or |
| "—" indique que l'album n'entra pas dans les classements musicaux de ces pays. |                           |                           |                           |                           |                           |                           |                           |                           |                           |                           |                           |                           |                           |                           |                           |                           |                           |                           |                           |                           | |

### Albums live
| Album                                                                              | Charts | Charts | Charts | Charts | Charts | Charts | Charts | Charts | Charts | Charts | Charts | Charts | Charts | Charts | Charts | Certifications         |
| Album                                                                              | USA    | ALL    | AUT    | BEL V  | BEL W  | CAN    | ECO    | FIN    | FRA    | ITA    | N-Z    | P-B    | SUE    | SUI    | UK     | Certifications         |
| ---------------------------------------------------------------------------------- | ------ | ------ | ------ | ------ | ------ | ------ | ------ | ------ | ------ | ------ | ------ | ------ | ------ | ------ | ------ | ---------------------- |
| Live Bootleg - Sortie: 27 octobre 1978 - Label: CBS Records                        | 13     | —      | —      | —      | —      | 27     | —      | —      | 19     | —      | —      | —      | —      | —      | —      | Platine · Or           |
| Classics Live! I - Sortie: 7 avril 1986 - Label: CBS                               | 84     | —      | —      | —      | —      | —      | —      | —      | —      | —      | —      | —      | —      | —      | —      | Platine                |
| Classics Live! II - Sortie: 29 juin 1987 - Label: CBS                              | —      | —      | —      | —      | —      | —      | —      | —      | —      | —      | —      | —      | —      | —      | —      | Or                     |
| A Little South of Sanity - Sortie: 20 octobre 1998 - Label: Geffen Records         | 12     | 21     | 37     | 34     | 10     | 7      | 45     | 24     | 39     | 13     | 47     | 34     | 16     | 24     | 36     | Platine · Platine · Or |
| Rockin' the Joint - Sortie: 25 octobre 2005 - Label: Geffen                        | 24     | —      | —      | —      | —      | —      | —      | —      | —      | —      | —      | —      | —      | 97     | —      | —                      |
| Aerosmith Rocks Donington 2014 - Sortie: 4 septembre 2015 - Label: Universal Music | —      | 40     | —      | —      | —      | —      | —      | —      | —      | —      | —      | —      | —      | 85     | —      | —                      |
| "—" indique que l'album n'entra pas dans les classements musicaux de ces pays.     |        |        |        |        |        |        |        |        |        |        |        |        |        |        |        |                        |

### Compilations
| Album | Charts | Charts | Charts | Charts | Charts | Charts | Charts | Charts | Charts | Charts | Charts | Charts | Charts | Charts | Charts | Charts | Charts | Certifications                                                                   |
| Album | USA    | ALL    | AUS    | AUT    | CAN    | DAN    | ECO    | ESP    | FIN    | FRA    | ITA    | NOR    | N-Z    | P-B    | SUE    | SUI    | UK     | Certifications                                                                   |
| --- | ------ | ------ | ------ | ------ | ------ | ------ | ------ | ------ | ------ | ------ | ------ | ------ | ------ | ------ | ------ | ------ | ------ | -------------------------------------------------------------------------------- |
| Greatest Hits - Sortie: 11 novembre 1980 - Label: CBS                                                        | 43     | —      | —      | —      | —      | —      | —      | —      | —      | —      | —      | —      | —      | —      | —      | —      | —      | 12 × Platine · Or · Argent                                                       |
| Gems - Sortie: 11 novembre 1980 - Label: CBS                                                                 | 133    | —      | —      | —      | —      | —      | —      | —      | —      | —      | —      | —      | —      | —      | —      | —      | —      | Or                                                                               |
| Pandora's Box - Sortie: 19 novembre 1991 - Label: Columbia                                                   | 45     | —      | —      | —      | 82     | —      | —      | —      | —      | —      | —      | —      | —      | —      | —      | —      | —      | Platine                                                                          |
| Pandora's Toys - Sortie: 8 juin 1994 - Label: Columbia                                                       | —      | 52     | —      | 14     | —      | —      | —      | —      | —      | —      | —      | —      | —      | 41     | —      | 21     | —      | —                                                                                |
| Big Ones - Sortie: 1er novembre 1994 - Label: Geffen                                                         | 6      | 5      | 12     | 4      | 2      | 5      | —      | 87     | —      | 45     | 22     | 9      | 4      | 8      | 5      | 6      | 7      | 4 × Platine · Or · Or · Or · 8 × Platine · Or · Platine · Platine · Or · Platine |
| Box of Fire - Sortie: 22 novembre 1994 - Label: Columbia - Coffret de 13 albums                              | —      | —      | —      | —      | —      | —      | —      | —      | —      | —      | —      | —      | —      | —      | —      | —      | —      | Or                                                                               |
| Classic Aerosmith - Sortie: 2 novembre 2000 - Label: Geffen /                                                | —      | —      | —      | —      | —      | —      | —      | —      | —      | —      | —      | —      | —      | —      | —      | —      | —      | —                                                                                |
| Young Lust: The Aerosmith Anthology - Sortie: 20 novembre 2001 - Label: Geffen                               | 191    | 78     | 48     | —      | —      | 21     | 10     | —      | —      | —      | 8      | —      | 15     | —      | 30     | —      | 32     | Or · Platine                                                                     |
| O, Yeah! Ultimate Aerosmith Hits - Sortie:2 juillet 2002 - Label: Columbia                                   | 4      | —      | —      | —      | —      | —      | 3      | —      | 9      | 39     | 35     | —      | —      | 23     | —      | 90     | 6      | 3 × Platine · Or                                                                 |
| The Collection - Sortie: 4 mai 2004 - Label: Columbia / Legacy                                               | —      | —      | —      | —      | —      | —      | —      | —      | —      | —      | —      | —      | —      | —      | —      | —      | —      | —                                                                                |
| Devil's Got a New Disguise: The Very Best of Aerosmith - Sortie: 17 octobre 2006 - Label: Columbia / Geffen  | 33     | 80     | 31     | 75     | —      | —      | 19     | —      | —      | 14     | 67     | —      | 2      | —      | —      | 30     | 19     | Platine · Platine                                                                |
| The Best of Aerosmith - 20th Century Masters: The Millennium Collection - Sortie:21 mai 2007 - Label: Geffen | 67     | —      | —      | —      | —      | —      | —      | —      | —      | —      | —      | —      | —      | —      | —      | —      | —      | —                                                                                |
| Tough Love: Best of the Ballads - Sortie:10 mai 2011 - Label: Geffen                                         | 109    | —      | —      | —      | —      | —      | 39     | —      | —      | —      | —      | —      | —      | —      | 87     | —      | 42     | —                                                                                |
| The Essential Aerosmith - Sortie: 10 mai 2011 - Label: Columbia                                              | 104    | —      | 44     | —      | 86     | —      | —      | —      | —      | —      | —      | —      | —      | —      | —      | —      | —      | Or                                                                               |
| 1971: The Road Starts Here - Sortie: 26 novembre 2021 - Label: Universal Music                               | 91     | —      | —      | —      | —      | —      | 55     | —      | —      | —      | —      | —      | —      | —      | —      | 72     | —      | —                                                                                |
| Greatest Hits (2023) - Sortie: 18 août 2023 - Label: Capitol Records                                         | 36     | 14     | —      | 49     | 85     | —      | 9      | 55     | —      | 74     | —      | —      | 37     | —      | —      | 8      | 49     |                                                                                  |
| "—" indique que l'album n'entra pas dans les classements musicaux de ces pays.                               |        |        |        |        |        |        |        |        |        |        |        |        |        |        |        |        |        |                                                                                  |

## Singles

### Années 70
| 1973                                                                                                   | Dream On                | 59 | —  | 90 | —  | 14 | Aerosmith                                        |
| 1974                                                                                                   | Same Old Song and Dance | —  | —  | —  | —  | —  | Get Your Wings                                   |
| 1974                                                                                                   | Train Kept A-Rollin'    | —  | —  | —  | —  | —  | Get Your Wings                                   |
| 1974                                                                                                   | SOS (Too Bad)           | —  | —  | —  | —  | —  | Get Your Wings                                   |
| 1975                                                                                                   | Sweet Emotion           | 36 | —  | 59 | 14 | —  | Toys in the Attic                                |
| 1975                                                                                                   | Toys in the Attic       | —  | —  | —  | —  | —  | Toys in the Attic                                |
| 1975                                                                                                   | Walk This Way           | 10 | —  | 7  | —  | —  | Toys in the Attic                                |
| 1975                                                                                                   | You See Me Crying       | —  | —  | —  | —  | —  | Toys in the Attic                                |
| 1976                                                                                                   | Last Child              | 21 | —  | 26 | —  | —  | Rocks                                            |
| 1976                                                                                                   | Home Tonight            | 71 | —  | 82 | —  | —  | Rocks                                            |
| 1976                                                                                                   | Dream On (réédition)    | 6  | —  | 10 | —  | —  | Aerosmith                                        |
| 1977                                                                                                   | Back in the Saddle      | 38 | —  | 68 | —  | —  | Rocks                                            |
| 1977                                                                                                   | Draw the Line           | 42 | —  | 35 | —  | —  | Draw the Line                                    |
| 1978                                                                                                   | Kings and Queens        | 70 | —  | 77 | —  | —  | Draw the Line                                    |
| 1978                                                                                                   | Get It Up               | —  | —  | —  | —  | —  | Draw the Line                                    |
| 1978                                                                                                   | Come Together           | 23 | —  | 24 | —  | —  | Sgt. Pepper's Lonely Hearts Club Band Soundtrack |
| 1979                                                                                                   | Chip Away the Stone     | 77 | 13 | —  | —  | —  | Live Bootleg                                     |
| "—" indique que le single n'entra pas dans les classements musicaux de ces pays ou n'y fut pas publié. |                         |    |    |    |    |    |                                                  |

### Années 80
| Année                                                                                                  | Single                         | Classement | Classement | Classement | Classement | Classement | Classement | Classement | Classement | Classement | Classement | Classement | Classement | Classement | Classement | De l'album                    |
| Année                                                                                                  | Single                         | US hot 100 | US Main.   | AUS        | AUT        | BEL(V)     | BEL(W      | CAN        | ITA        | NOR        | N-Z        | P-B        | SWE        | SUI        | UK         | De l'album                    |
| --- | ------------------------------ | ---------- | ---------- | ---------- | ---------- | ---------- | ---------- | ---------- | ---------- | ---------- | ---------- | ---------- | ---------- | ---------- | ---------- | ----------------------------- |
| 1980                                                                                                   | Remember (Walking in the Sand) | 67         | —          | —          | —          | —          | —          | 29         | —          | —          | —          | —          | —          | —          | —          | Night in the Ruts             |
| 1982                                                                                                   | Lightning Strikes              | —          | 21         | —          | —          | —          | —          | —          | —          | —          | —          | —          | —          | —          | —          | Rock in a Hard Place          |
| 1982                                                                                                   | Bitch's Brew                   | —          | —          | —          | —          | —          | —          | —          | —          | —          | —          | —          | —          | —          | —          | Rock in a Hard Place          |
| 1985                                                                                                   | Let the Music Do the Talking   | —          | 18         | —          | —          | —          | —          | —          | —          | —          | —          | —          | —          | —          | —          | Done with Mirrors             |
| 1985                                                                                                   | My Fist Your Face              | —          | —          | —          | —          | —          | —          | —          | —          | —          | —          | —          | —          | —          | —          | Done with Mirrors             |
| 1986                                                                                                   | Shela (chanson)\|Shela         | —          | 20         | —          | —          | —          | —          | —          | —          | —          | —          | —          | —          | —          | —          | Done with Mirrors             |
| 1986                                                                                                   | Darkness                       | —          | —          | —          | —          | —          | —          | —          | —          | —          | —          | —          | —          | —          | —          | Done with Mirrors             |
| 1986                                                                                                   | Walk This Way avec Run–DMC     | 4          | —          | —          | 26         | 6          | —          | 7          | 16         | 6          | 1          | 2          | —          | 9          | 8          | Raising Hell album de Run–DMC |
| 1987                                                                                                   | Dude (Looks Like a Lady)       | 14         | —          | —          | —          | —          | —          | 22         | —          | —          | —          | —          | —          | —          | 20         | Permanent Vacation            |
| 1988                                                                                                   | Angel                          | 3          | 2          | —          | —          | —          | —          | 14         | —          | —          | —          | —          | —          | —          | 69         | Permanent Vacation            |
| 1988                                                                                                   | Rag Doll                       | 17         | 12         | —          | —          | —          | —          | 23         | 13         | —          | —          | 16         | —          | —          | 42         | Permanent Vacation            |
| 1988                                                                                                   | Magic Touch                    | —          | 42         | —          | —          | —          | —          | —          | —          | —          | —          | —          | —          | —          | —          | Permanent Vacation            |
| 1989                                                                                                   | Love in an Elevator            | 5          | 1          | 33         | —          | 28         | —          | 13         | —          | —          | 15         | 14         | —          | —          | 13         | Pump                          |
| 1989                                                                                                   | F.I.N.E.*                      | —          | 14         | —          | —          | —          | —          | —          | —          | —          | —          | —          | —          | —          | —          | Pump                          |
| 1989                                                                                                   | Janie's Got a Gun              | 4          | 2          | 1          | —          | —          | —          | 2          | 47         | —          | 13         | —          | 12         | —          | 76         | Pump                          |
| "—" indique que le single n'entra pas dans les classements musicaux de ces pays ou n'y fut pas publié. |                                |            |            |            |            |            |            |            |            |            |            |            |            |            |            |                               |

### Années 90
| Année                                                                                                  | Single                                 | Classement | Classement | Classement | Classement | Classement | Classement | Classement | Classement | Classement | Classement | Classement | Classement | Classement | Classement | Classement | Classement | Classement | De l'album                          |
| Année                                                                                                  | Single                                 | US hot 100 | US Main.   | ALL        | AUS        | AUT        | BEL(V)     | BEL(W)     | CAN        | FIN        | FRA        | ITA        | NOR        | N-Z        | P-B        | SWE        | SUI        | UK         | De l'album                          |
| --- | -------------------------------------- | ---------- | ---------- | ---------- | ---------- | ---------- | ---------- | ---------- | ---------- | ---------- | ---------- | ---------- | ---------- | ---------- | ---------- | ---------- | ---------- | ---------- | ----------------------------------- |
| 1990                                                                                                   | What It Takes                          | 9          | 1          | —          | 46         | —          | —          | —          | 15         | —          | —          | —          | —          | 19         | —          | —          | —          | —          | Pump                                |
| 1990                                                                                                   | The Other Side                         | 22         | 1          | —          | —          | —          | —          | —          | 22         | —          | —          | —          | —          | —          | —          | —          | —          | 46         | Pump                                |
| 1991                                                                                                   | Sweet Emotion (réédition)              | —          | 36         | —          | —          | —          | —          | —          | —          | —          | —          | —          | —          | —          | —          | —          | —          | 74         | Pandora's Box                       |
| 1993                                                                                                   | Eat the Rich                           | —          | 5          | —          | —          | —          | —          | —          | 46         | —          | —          | —          | —          | —          | —          | —          | —          | 34         | Get a Grip                          |
| 1993                                                                                                   | Livin' on the Edge                     | 18         | 1          | —          | 21         | —          | 47         | —          | 10         | —          | —          | —          | 4          | 11         | 42         | 29         | 21         | 19         | Get a Grip                          |
| 1993                                                                                                   | Fever                                  | —          | 5          | —          | —          | —          | —          | —          | —          | —          | —          | —          | —          | —          | —          | —          | —          | —          | Get a Grip                          |
| 1993                                                                                                   | Cryin'                                 | 12         | 1          | 7          | —          | 5          | 8          | —          | 8          | —          | 5          | —          | 1          | —          | 5          | 3          | 4          | 17         | Get a Grip                          |
| 1993                                                                                                   | Amazing                                | 24         | 3          | 28         | —          | 27         | 33         | —          | 4          | —          | 75         | —          | 5          | —          | 12         | 24         | 16         | 57         | Get a Grip                          |
| 1994                                                                                                   | Shut Up and Dance                      | —          | —          | —          | —          | —          | —          | —          | —          | —          | —          | —          | —          | —          | —          | —          | —          | 24         | Get a Grip                          |
| 1994                                                                                                   | Crazy                                  | 17         | 7          | 43         | —          | —          | —          | —          | 3          | —          | 23         | —          | —          | —          | 28         | —          | 28         | —          | Get a Grip                          |
| 1994                                                                                                   | Deuces Are Wild                        | —          | 1          | —          | —          | —          | —          | —          | 25         | —          | —          | —          | —          | —          | —          | —          | —          | —          | The Beavis and Butt-Head Experience |
| 1994                                                                                                   | Blind Man                              | 48         | 3          | 89         | —          | —          | 38         | —          | 5          | —          | —          | —          | 9          | —          | 37         | —          | —          | 23         | Big Ones                            |
| 1995                                                                                                   | Walk on Water                          | —          | 16         | —          | —          | —          | —          | —          | 62         | —          | —          | —          | —          | —          | —          | —          | —          | —          |                                     |
| 1997                                                                                                   | Nine Lives                             | —          | 37         | —          | —          | —          | —          | —          | —          | —          | —          | —          | —          | —          | —          | —          | —          | —          | Nine Lives                          |
| 1997                                                                                                   | Falling in Love (Is Hard on the Knees) | 35         | 1          | 40         | 46         | 35         | —          | —          | 2          | 7          | —          | —          | —          | —          | 76         | 23         | 22         | 22         | Nine Lives                          |
| 1997                                                                                                   | Hole in My Soul                        | 51         | 4          | 75         | —          | —          | —          | —          | 10         | —          | —          | —          | —          | —          | —          | —          | —          | 29         | Nine Lives                          |
| 1997                                                                                                   | Pink                                   | 27         | 1          | 81         | —          | —          | —          | —          | 42         | —          | —          | —          | —          | —          | 58         | —          | —          | 13         | Nine Lives                          |
| 1998                                                                                                   | Taste of India                         | —          | 3          | —          | —          | —          | —          | —          | 40         | —          | —          | —          | —          | —          | —          | —          | —          | —          | Nine Lives                          |
| 1998                                                                                                   | Full Circle                            | —          | —          | —          | —          | —          | —          | —          | —          | —          | —          | —          | —          | —          | —          | —          | —          | —          | Nine Lives                          |
| 1998                                                                                                   | I Don't Want to Miss a Thing           | 1          | 4          | 1          | 1          | 1          | 3          | 4          | 2          | 3          | 13         | 1          | 1          | —          | 3          | 2          | 1          | 4          | Armageddon soundtrack               |
| "—" indique que le single n'entra pas dans les classements musicaux de ces pays ou n'y fut pas publié. |                                        |            |            |            |            |            |            |            |            |            |            |            |            |            |            |            |            |            |                                     |

### Années 2000
| Année                                                                                                  | Single                | Classement | Classement | Classement | Classement | Classement | Classement | Classement | Classement | Classement | Classement | Classement | De l'album                       |
| Année                                                                                                  | Single                | US hot 100 | US Main.   | ALL        | AUT        | CAN        | ITA        | N-Z        | P-B        | SWE        | SUI        | UK         | De l'album                       |
| --- | --------------------- | ---------- | ---------- | ---------- | ---------- | ---------- | ---------- | ---------- | ---------- | ---------- | ---------- | ---------- | -------------------------------- |
| 2001                                                                                                   | Jaded                 | 7          | 1          | 48         | 47         | 6          | 12         | 41         | 54         | 42         | 30         | 13         | Just Push Play                   |
| 2001                                                                                                   | Fly Away From Here    | —          | —          | —          | —          | —          | 51         | —          | 99         | —          | 94         | —          | Just Push Play                   |
| 2001                                                                                                   | Sunshine (en)         | —          | 23         | —          | —          | —          | —          | —          | —          | —          | —          | —          | Just Push Play                   |
| 2001                                                                                                   | Just Push Play        | —          | 10         | —          | —          | —          | —          | —          | —          | —          | —          | —          | Just Push Play                   |
| 2002                                                                                                   | Girls of Summer       | —          | 25         | —          | —          | —          | 41         | —          | —          | —          | —          | —          | O, Yeah! Ultimate Aerosmith Hits |
| 2004                                                                                                   | Baby, Please Don't Go | —          | 7          | —          | —          | —          | —          | —          | —          | —          | —          | —          | Honkin' on Bobo                  |
| "—" indique que le single n'entra pas dans les classements musicaux de ces pays ou n'y fut pas publié. |                       |            |            |            |            |            |            |            |            |            |            |            |                                  |

### Années 2010
| Année | Single          | Classement | Classement | Classement | De l'album                    |
| Année | Single          | US hot 100 | US Main.   | CAN        | De l'album                    |
| ----- | --------------- | ---------- | ---------- | ---------- | ----------------------------- |
| 2012  | Legendary Child | —          | 17         | 4          | Music from Another Dimension! |
| 2012  | Lover Alot      | —          | 31         | 24         | Music from Another Dimension! |

### Certifications des singles
| Single                       | Pays        | Certification | Date              |
| ---------------------------- | ----------- | ------------- | ----------------- |
| Dream On                     | Allemagne   | Or            | 2023              |
| Dream On                     | Danemark    | Or            | 21 novembre 2023  |
| Dream On                     | États-Unis  | 4 × Platine   | 5 novembre 2021   |
| Dream On                     | Italie      | Platine       | 2019              |
| Dream On                     | Royaume-Uni | Platine       | 28 avril 2023     |
| Walk This Way                | Danemark    | Platine       | 21 mars 2023      |
| Walk This Way                | États-Unis  | 2 × Platine   | 4 novembre 2021   |
| Walk This Way                | Royaume-Uni | Or            | 12 juin 2020      |
| Walk This Way (avec Run–DMC) | Allemagne   | Or            | 2023              |
| Walk This Way (avec Run–DMC) | États-Unis  | Platine       | 23 mai 2019       |
| Walk This Way (avec Run–DMC) | Italie      | Platine       | 2021              |
| Walk This Way (avec Run–DMC) | Royaume-Uni | Platine       | 15 novembre 2024  |
| Sweet Emotion                | États-Unis  | 3 × Platine   | 4 novembre 2021   |
| Sweet Emotion                | Royaume-Uni | Argent        | 19 novembre 2021  |
| Dude (Looks Like a Lady)     | Royaume-Uni | Or            | 12 mai 2023       |
| Love in an Elevator          | États-Unis  | Or            | 8 novembre 1989   |
| Janie's Got a Gun            | Australie   | Platine       | 1990              |
| Cryin'                       | Allemagne   | Or            | 1994              |
| Cryin'                       | États-Unis  | Or            | 1er novembre 1993 |
| Cryin'                       | Royaume-Uni | Argent        | 18 novembre 2022  |
| Crazy                        | Italie      | Or            | 2023              |
| Crazy                        | Royaume-Uni | Argent        | 22 janvier 2021   |
| Falling In Love              | États-Unis  | Or            | 8 avril 1997      |
| I Don't Want to Miss a Thing | Allemagne   | Platine       | 1998              |
| I Don't Want to Miss a Thing | Australie   | 2 × Platine   | 14 octobre 1998   |
| I Don't Want to Miss a Thing | Autriche    | Or            | 8 octobre 1998    |
| I Don't Want to Miss a Thing | Danemark    | 2 × Platine   | 10 octobre 2023   |
| I Don't Want to Miss a Thing | États-Unis  | 5 × Platine   | 4 novembre 2021   |
| I Don't Want to Miss a Thing | France      | Or            | 26 octobre 1998   |
| I Don't Want to Miss a Thing | Italie      | Platine       | 2016              |
| I Don't Want to Miss a Thing | Pays-Bas    | Or            | 1998              |
| I Don't Want to Miss a Thing | Royaume-Uni | 4 × Platine   | 23 mai 2025       |
| I Don't Want to Miss a Thing | Suisse      | Platine       | 1999              |
| Jaded                        | États-Unis  | Or            | 4 novembre 2021   |
| Pink                         | États-Unis  | Or            | 4 novembre 2021   |